# Емил Абаз
Емил Абаз (Скопље, 17. јануар 1998) македонски је професионални фудбалер, који има белгијско држављанство.

## Каријера
Рођен је у Скопљу, а дебитовао је за Биршот пре него што се придружио белгијском Андерлехту 2013. године. За Андерлехт је играо у полуфиналу УЕФА омладинске лиге 2015–16 против Челсија.
У лето 2016. године потписао је уговор са хрватским Динамом из Загреба. Абаз је играо за Динамо у Омладинској лиги УЕФА 2016–17. и за Динамо Загреб II у Другој лиги Хрватске 2016–17. У јануару 2017. године, током зимске паузе, напустио је загребачки Динамо и потписао уговор са српским клубом ФК Спартак Суботица. Дебитивао је у Суперлиги Србије у сезони 2016/17. у 26. колу одиграном 12. марта 2017. године на гостовању ФК Рад у поразу резултатом 3 — 0. Почетком 2018. Абаз је споразумно раскинуо уговор са Спартаком, и напустио клуб као слободан играч.
Као Ром рођен у Скопљу, у почетку је представљао Белгију у којој је живео, играјући за репрезентацију Белгије до 16. година. Након тога играо је за репрезентацију Македоније до 17. и 19. године. Дана 24. марта 2017. године дебитовао је за репрезентацију Северне Македоније до 21. године када је ушао у игру у 69. минуту уместо Петра Петковског, на пријатељској утакмици против репрезентације Црне Горе до 21. године, а његов тим славио је резултатом 2 — 0.